# Jane Ellen Harrison
Jane Ellen Harrison (Cottingham, 9 settembre 1850 – Londra, 5 aprile 1928) è stata una storica delle religioni e linguista britannica.
È stata una delle fondatrici, con Károly Kerényi e Walter Burkert, dei moderni studi di mitologia greca. Il suo metodo consiste nell'aver applicato le scoperte archeologiche del novecento all'interpretazione della religione greca secondo modalità diventate standard negli studi successivi. La classicista contemporanea, Mary Beard, biografa della Harrison, l'ha così descritta: la prima figura femminile britannica che abbia fondato la sua professione sulla carriera accademica.

## Vita
Jane Ellen Harrison  è nata a Cottingham, nello Yorkshire, e ha beneficiato delle prime tutele da parte del governo per il diritto agli studi, così da potersi dedicare all'apprendimento di diverse lingue: inizialmente tedesco, latino, greco ed ebraico, più tardi anche altre sedici, incluso il russo.
La Harrison spese molta parte della sua vita professionale a Newnham, il college progressista per donne di nuovo insediamento a Cambridge. Qui conobbe Edward Burne-Jones e Walter Pater, e prese parte al Bloomsbury group, insieme a Virginia Woolf (che era una delle più strette amiche della Harrison e la considerava un suo mentore), Lytton Strachey, Clive Bell e Roger Fry. Con Gilbert Murray, F. M. Cornford e A. B. Cook, condivise l'ispirazione ad applicare l'antropologia e l'etnografia allo studio dell'arte classica e del rituale. La Harrison e questo gruppo più giovane di studiosi divennero noti in seguito come i Ritualisti di Cambridge.

### Suffragetta
J. E. Harrison era, almeno ideologicamente, una suffragetta moderata che aderiva alla prima ondata femminista.  Anziché appoggiare il movimento attraverso la protesta, la Harrison utilizzò i suoi studi in antropologia per il sostegno al diritto al voto delle donne. Nel rispondere a una critica anti-suffragista, la Harrison illustra la sua ideologia moderata: Il movimento femminile non è il tentativo da parte delle donne di arrogarsi le prerogative maschili; non è neanche un tentativo di asserire ed enfatizzare il privilegio della femminilità; è semplicemente l'espressione della necessità che, nella vita di una donna, come nella vita di un uomo, gli spazi e le libertà debbano essere fondati su qualcosa di maggior comprensivo della condizione maschile o femminile, ovvero sull'umanità.
A tale proposito il motto della Harrison era quanto espresso da Terenzio: “homo sum; humani nihil mihi alienum est” (Io sono un essere umano; niente di quel che è umano mi è estraneo).

## Carriera
La Harrison ha iniziato il ciclo regolare di studi al College femminile di Cheltenham, dove ha conseguito un certificato, e nel 1874, ha continuato i suoi studi al Newnham College della Università di Cambridge. I suoi primi lavori le hanno valso due dottorati onorari, un LLD dall'Università di Aberdeen nel 1895 e un DL da parte dell'Università di Durham nel 1897. Questo riconoscimento iniziale le garantì l'opportunità di tornare al Newnham College come docente nel 1898, e il suo incarico fu rinnovato con continuità fino al 1922, quando la Harrison si ritirò.

### Primi lavori
Ai suoi tempi, fu rinomata per le sue lezioni pubbliche di arte greca e per le sue vedute non convenzionali e molto franche. Studiò la critica storica di David Friedrich Strauß alla Vita di Gesù, e il Mutterrecht di Johann Jakob Bachofen (1861), l'analisi del matriarcato nelle società antiche. La sua prima monografia, nel 1882, tracciò la tesi secondo cui l'Odissea di Omero e i soggetti dei vasi dipinti costituivano entrambi valide risorse per la ricostruzione delle vicende mitologiche, opinione che non era stata unanimemente recepita dalla prima scuola dell'archeologia classica, secondo cui i repertori dei vasi dipinti offrivano alcuni inusuali commenti ai miti e ai riti.
La sua prospettiva di analisi nei Prolegomeni allo studio della religione greca (1903) fu quella di procedere dal rituale al mito che lo ispirava: Nella teologia i fatti sono più difficili da rintracciare, la verità più complessa da formulare piuttosto che in un rituale. 
Così iniziò la sua opera con delle analisi relative alle feste ateniesi meglio conosciute: le Antesterie, le Targelie, le Kallynteria, le Plynteria, e le feste femminili, in cui scoprì molte sopravvivenze primitive, le Tesmoforie, le Arreforie, le Sciroforie, le Stenie e le Haloa.

### Evoluzione culturale (o darwinismo sociale)
J. Harrison si ispirò e commentò le applicazioni culturali dell'opera di Charles Darwin. La Harrison e la generazione di studiosi a lei contemporanei fu influenzata dall'antropologo Edward Burnett Tylor, che applicò il darwinismo all'antropologia, e specialmente dal suo lavoro del 1871, Cultura primitiva. Dopo aver condotto un'analisi sociale di respiro darwiniano delle origini della religione, J. Harrison affermò che le religioni sono anti intellettuali e dogmatiche, e tuttavia ne difendeva la necessità  culturale. 
Nel suo saggio, L'Influenza del darwinismo sullo studio della religione (1909), la Harrison concluse: Ogni dogma religioso che è stato prodotto in precedenza è probabilmente falso, ma proprio in ragione di ciò lo spirito religioso e mistico potrebbe essere l'unica via per apprendere qualche cosa, e questo è di enorme importanza. Vi sarebbe anche l'evenienza che i contenuti di questo apprendimento mistico non possano essere riportati in un linguaggio senza essere falsificati e fraintesi, che essi debbano piuttosto essere sentiti e vissuti che ordinati e intellettualmente analizzati; pure essi sono qualcosa di vero e necessario al vivere.

## Gli ultimi anni
La prima guerra mondiale costituì una profonda rottura nella vita della Harrison. La studiosa non ha mai visitato l'Italia o la Grecia dopo la guerra: soprattutto si dedicò a scrivere revisioni o sommari di precedenti pubblicazioni. A partire dalla pensione, nel 1922, la Harrison visse brevemente a Parigi, ma ritornò a Londra quando la salute cominciò a venir meno.

### Opere sulla cultura greca
(Libri sulla ricerca antropologica delle origini della religione e della mitologia greca)
- 1882, Myths of the Odyssey in art and literature

- 1890, Mythology and monuments of ancient Athens, New York
- 1903, Prolegomena to the Study of Greek Religion
- 1911, Heresy and Humanity
- 1912, (rivisto nel 1927) Themis: A Study of the Social Origins of Greek Religion
- 1912, Ancient Art and Ritual
- 1921, Epilegomena to the Study of Greek Religion

### Saggi e raccolte di pensieri
- 1915, Alpha and Omega
- 1925, Reminiscences of a Student's Life

### Altre letture
- 1959, J. G. Stewart, Jane Ellen Harrison: a Portrait from Letters. A memoir based on her voluminous correspondence with Gilbert Murray.
- 2006, C. Barnard-Cogno, Jane Harrison (1850–1928), between German and English Scholarship, European Review of History, Vol. 13, Issue 4, pp. 661 – 676.